# Мунда (народ)
Мунда, адиваси — народ в Индии. Самоназвание — хороко («люди»). Относится к группе народов мунда. Входит в число самых крупных «зарегистрированных племён» в Индии. Численность — 2,03 млн чел. Проживает в штате Бихар и небольшими группами в Западной Бенгалии, штатах Орисса и Мадхья-Прадеш.
Исповедуют христианство, индуизм и сохраняют традиционные верования. По происхождению, вероятно, является древнейшим, автохтонным населением Индии.

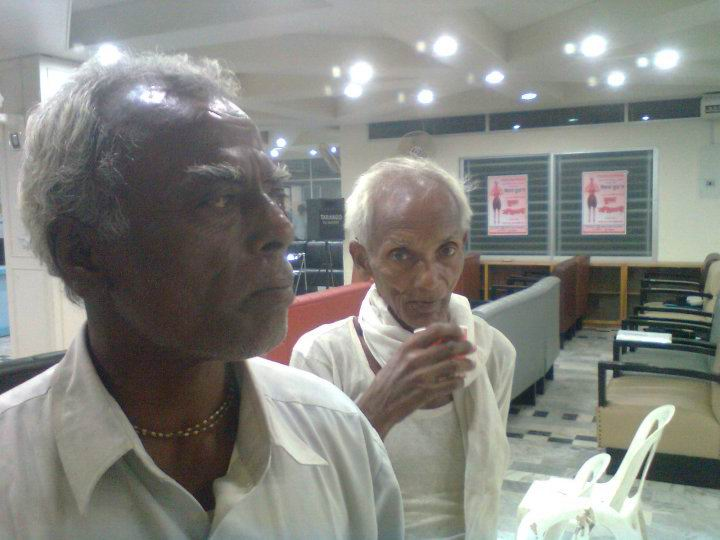
Пожилые мунда

## Язык

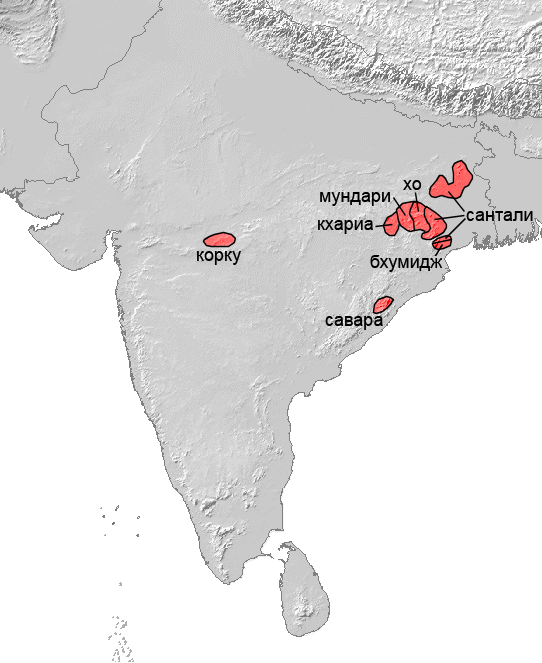
Карта распространения мундари и других языков мунда в Индии

Язык — мундари (мундари-хо), входит в группу мунда австроазиатской языковой семьи (см. Языки мунда). Имеет диалекты: кера мундари, нагори, тамар, хасада.

## Этимология
Мунда означает староста деревни в системе Мунда-Манки, который управляет деревнями на юго-востоке Чотанагпура. Они называют себя хороко или хо ко, что означает «мужчины». Роберт Паркин отмечает, что термин «Мунда» не принадлежал австроазиатской лексике и имеет санскритское происхождение. Согласно Р. Р. Прасаду, название «Мунде» — это слово Хо, которое означает «вождь». Это почетное имя, данное индусами, и, следовательно, ставшее племенным названием. Согласно Стэндингу (1976), именно при британском правлении термин «Мунда» начал использоваться для обозначения племенной группы.

## Хозяйство
Основные занятия — пашенное земледелие, собирательство, рыболовство. Из растительных культур выращивают рис, кукурузу, бобовые. Разводят домашних животных, свиней, коз, буйволов, быков, коров. Крупный рогатый скот используется, как тягловая сила.
Ремёсла: гончарное, ювелирное, ткачество, плетение из бамбука и пальмовых листьев.
Поселения на равнинах имеют линейную планировку. Селение делится на части по числу родов. Есть родовые кладбища, священные рощи, площадки для ритуальных танцев. Жилище — прямоугольное в плане, однокамерное. Материалы, применяемые при постройке домов — бамбук, тростник, глина. Крыша — двух- или четырёхскатная, из соломы или черепицы. Под одной крышей может размещаться и жилое помещение, и хлев.
Традиционная одежда у мужчин — ботои, типа дхоти. Женщины носят кусок ткани с цветной каймой, обёрнутый вокруг бёдер (лаханга).
Традиционная пища — варёный рис, бобовые, кукуруза. В качестве приправы используются обжаренные в растительном масле рыба и мясо. Существовал запрет на молоко. Любимый напиток — пиво из риса.
Варианты митохондриальных гаплогрупп мунда являются полностью южноазиатскими, в то время как по Y-ДНК доминирует восточноазиатская Y-хромосомная гаплогруппа О2а (>60%).
Широкогеномный анализ показывает, что 20% мунда имеют генетических
предков из Юго-Восточной Азии. Они наиболее близки к этнической группе лао.